# Sheldon Keefe
Sheldon Keefe (Brampton, 17 de setembro de 1980) é um ex-jogador e treinador canadense de hóquei no gelo, atualmente treinador principal do New Jersey Devils da National Hockey League (NHL).
Keefe também atuou como treinador principal do Toronto Maple Leafs, assim como de sua equipe afiliada na American Hockey League (AHL), o Toronto Marlies, guiando estes últimos à sua primeira conquista da Calder Cup em 2018.

## Carreira de jogador
Na juventude, Keefe jogou no Torneio Internacional Pee-Wee de Hóquei de Quebec de 1994 pela Toronto Young Nationals.
Jogando no Toronto St. Michael's Majors e no Barrie Colts da Ontario Hockey League na temporada de 1998–99, Keefe marcou mais de 100 pontos e foi nomeado Calouro do Ano da OHL. Keefe foi selecionado pelo Tampa Bay Lightning como a 47ª escolha geral no Draft da NHL de 1999. Na temporada de 1999–2000 da OHL, Keefe liderou a liga em pontos e estabeleceu um recorde do Barrie Colts para o maior número de pontos em uma temporada com 121 pontos (48 gols, 73 assistências) em 66 jogos. Durante os playoffs dessa temporada, Keefe levou os Colts a uma vitória em sete jogos sobre o Plymouth Whalers para conquistar o único título da OHL na história dos Colts. Keefe e os Colts atraíram a atenção nacional por seu comportamento dentro e fora do gelo, o que levantou dúvidas sobre o caráter dos jogadores. Ao vencer o título, Keefe, como capitão dos Colts, infamemente se recusou a apertar a mão do comissário da liga, dizendo-lhe: "Isso deve te irritar." No Memorial Cup, a equipe ameaçou membros do Rimouski Oceanic e se recusou a apertar as mãos de Branch, também presidente da Canadian Hockey League (CHL), durante as cerimônias pré-jogo. Sua temporada terminou com uma derrota de 6–2 para o Oceanic na final do campeonato.
Keefe fez sua estreia na NHL em 18 de outubro de 2000, em sua primeira temporada profissional. Ele foi rapidamente rebaixado para a equipe da American Hockey League (AHL), mas foi suspenso sem pagamento por não comparecer. No verão de 2004, Keefe foi adquirido pelo Phoenix Coyotes. Ele não jogou nenhuma partida pelos Coyotes, mas na temporada de 2004–05, Keefe atuou em 4 jogos pelo Utah Grizzlies (1995-2005). Em setembro de 2005, Keefe foi recontratado como um agente livre restrito pelo Phoenix Coyotes e realocado para o San Antonio (AHL).
Após apenas cinco temporadas profissionais, Keefe optou por encerrar sua carreira como jogador e continuar sua trajetória no hóquei como treinador.

## Carreira de treinador

### Pembroke Lumber Kings (2006–2012)
Keefe comprou o Pembroke Lumber Kings, uma franquia juvenil em dificuldades na Central Canada Hockey League, em julho de 2003. Após uma lesão no joelho que efetivamente encerrou sua carreira, Keefe começou a ajudar o treinador principal e gerente geral dos Lumber Kings, Kevin Abrams. A equipe teve um desempenho de 50–7–1–1 na temporada de 2005–06 e foram classificados em primeiro lugar geral no Canadá antes de serem surpreendidos na segunda rodada dos playoffs pelo Nepean Raiders. Durante a temporada de 2005–06, o então agente de Keefe, David Frost, causou uma onda de preocupação em toda a CJHL quando foi encontrado em uma área restrita de uma arena em Ottawa. Ele também foi filmado pelo programa The Fifth Estate da CBC, que exibiu um documentário mostrando Frost participando de vários jogos do Lumber Kings, o que colocou a liga em uma posição negativa devido à investigação criminal de natureza sexual contra ele na época.
Keefe foi nomeado treinador principal e gerente geral do Lumber Kings em 6 de junho de 2006, após a promoção de Kevin Abrams ao cargo de comissário da liga. Na temporada de 2006–07, seu primeiro ano, ele levou os Lumber Kings a um recorde de 41–10–2–2 e guiou a equipe ao seu primeiro título de liga em 18 anos. Os Lumber Kings então derrotaram os St-Jérôme Panthers na Fred Page Cup para conquistar o título do Leste Canadense. No Royal Bank Cup, que decide o campeonato nacional, os Lumber Kings perderam para o Aurora Tigers na prorrogação da semifinal, encerrando sua temporada.
Nos três anos seguintes, os Lumber Kings continuaram a se desenvolver sob a liderança de Keefe, culminando em mais três título para o clube de Pembroke.
Com o início da temporada de 2010–11 da CCHL, os Lumber Kings buscavam um quinto título consecutivo da liga sob a liderança de Keefe. Os Lumber Kings tiveram um desempenho de 51–9–2–2 e entraram nos playoffs classificados em 7º lugar no Canadá. Após passar invicto pelas duas primeiras rodadas, eles enfrentaram os Cornwall Colts na final da CCHL. Em uma série disputada, os Lumber Kings prevaleceram em seis jogos e conquistaram o quinto título consecutivo da liga, tornando-se a primeira equipe na história da liga a conseguir tal feito. A equipe então saiu vitoriosa na Fred Page Cup em uma vitória sobre o Longueuil Collège Français e avançou para o Royal Bank Cup para competir pelo título nacional. Após eliminar os Camrose Kodiaks na semifinal, enfrentaram os Vernon Vipers para decidir o Royal Bank Cup. Os Vipers buscavam o terceiro título nacional consecutivo, enquanto os Lumber Kings procuravam seu primeiro na valiosa história do clube. A equipe de Keefe lutou para uma vitória por 2–0 e se tornou a campeã do Royal Bank Cup de 2011.
No meio da temporada de 2012–13 da CCHL, Keefe anunciou que deixaria os Lumber Kings para se tornar o treinador principal do Sault Ste. Marie Greyhounds da Ontario Hockey League. Ele concluiu sua carreira de treinador na CCHL com um recorde de 285–95–12, estabelecendo recordes da equipe para o maior número de vitórias e a maior porcentagem de vitórias. Keefe anunciou pelo Twitter em 29 de maio de 2013 que havia vendido o Pembroke Lumber Kings para o ex-jogador do Calgary Flames, Dale McTavish. Em 4 de outubro de 2013, Keefe retornou a Pembroke e foi homenageado com uma faixa erguida no teto do Pembroke Memorial Centre em reconhecimento à sua era com a equipe.

### Sault Ste. Marie Greyhounds (2012–2015)
Em 3 de dezembro de 2012, Keefe foi nomeado treinador principal dos Sault Ste. Marie Greyhounds da Ontario Hockey League. Keefe rapidamente reverteu o desempenho decrescente dos Greyhounds e os transformou em uma potência. Na temporada de 2013–2014, sua primeira temporada completa como treinador principal, os Greyhounds tiveram um recorde de 44–17–7 e terminaram no topo da Divisão Oeste. Eles foram varridos na segunda rodada dos playoffs pelas mãos do futuro escolhido número 1 do draft da NHL, Connor McDavid, e do Erie Otters.
Na temporada de 2014–15, a revitalização dos Greyhounds foi completada, e a equipe teve a melhor temporada da história da franquia, liderando a OHL com um recorde de 54–12–2, graças a uma marca de 342 gols, a melhor da liga. Keefe foi premiado com o Troféu Matt Leyden como o melhor treinador da OHL e foi nomeado Treinador do Ano da CHL. Os Greyhounds de Keefe demonstraram sua força nos playoffs, varrendo tanto a primeira quanto a segunda rodada para chegar à final da Conferência Oeste invictos. No entanto, foram McDavid e os Otters novamente que encerraram a trajetória dos Greyhounds em seis jogos.

### Toronto Marlies (2015–2019)

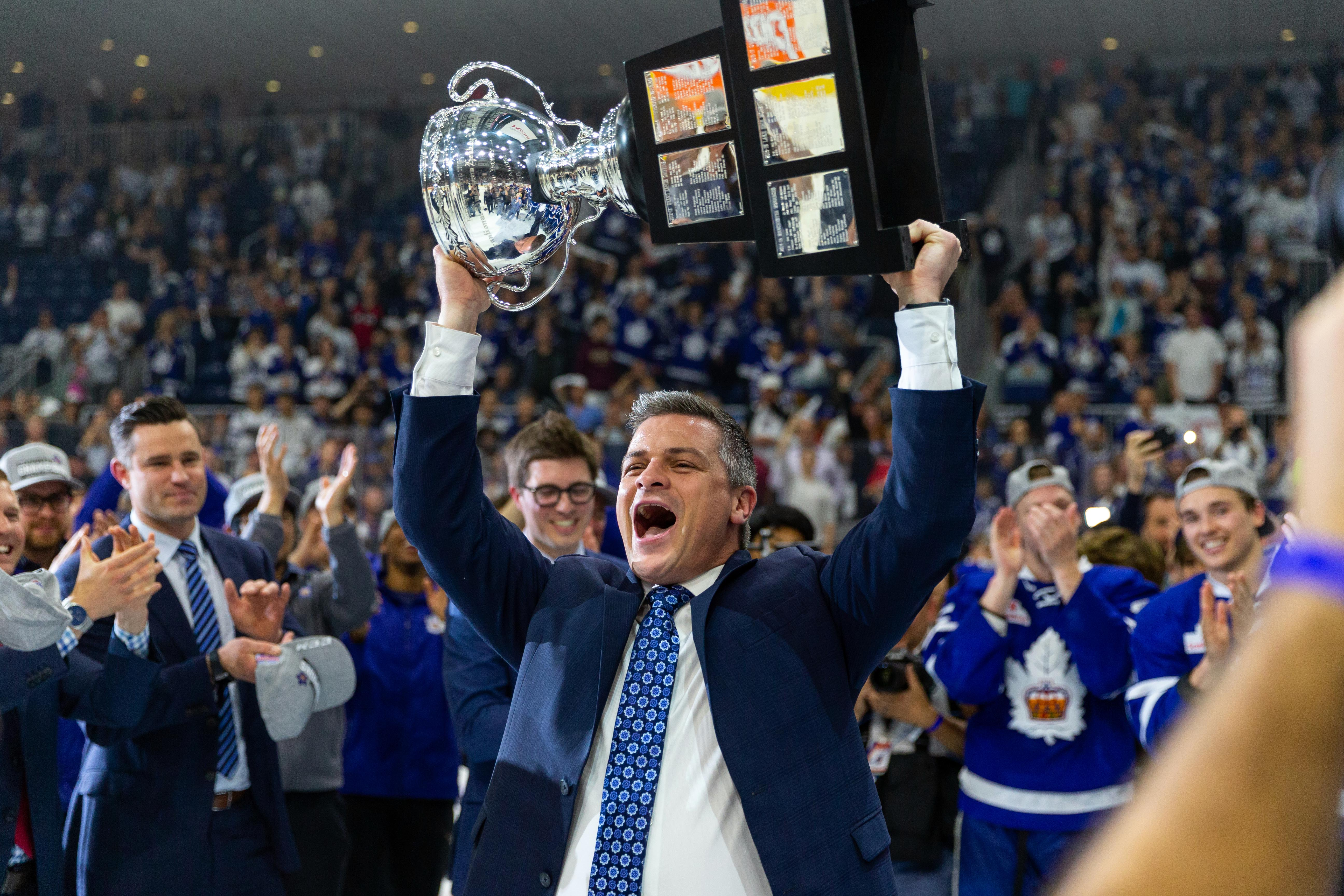
Keefe com a Calder Cup, depois de vencer com o Toronto Marlies em 2018.

Após três temporadas bem-sucedidas com os Greyhounds, em 8 de junho de 2015, Keefe foi nomeado treinador principal do Toronto Marlies da American Hockey League (AHL), a principal afiliada do Toronto Maple Leafs. Keefe treinou os Marlies até a primeira conquista da Calder Cup da franquia em 2018 e venceu um total de 199 jogos como treinador principal na AHL. No ano seguinte, ele assinou uma extensão de contrato de dois anos com os Marlies.

### Toronto Maple Leafs (2019–2024)
Em 20 de novembro de 2019, Keefe foi anunciado como sucessor do treinador Mike Babcock nos Maple Leafs. Nos primeiros 20 jogos dele como treinador principal dos Maple Leafs, a equipe registrou um recorde de 15–4–1, o melhor início de qualquer treinador nos 102 anos de história de Toronto. O desempenho da equipe esfriou um pouco depois, e sua primeira temporada terminou com uma derrota para o Columbus Blue Jackets na rodada de qualificação dos playoffs expandidos de 2020, a quarta temporada consecutiva em que a equipe não conseguiu avançar para além da primeira rodada dos playoffs.
Os Maple Leafs demitiram Keefe em 9 de maio de 2024, após uma derrota na primeira rodada dos playoffs da Stanley Cup de 2024.

### New Jersey Devils (2024–Presente)
Em 23 de maio de 2024, Keefe foi nomeado treinador principal do New Jersey Devils, assinando um contrato de quatro anos.

## Estatísticas da carreira

### Como jogador
| 1995–96    | Toronto Nationals AAA        | Bantam     | 45  | 66 | 71 | 137 | —   | —  | —  | —  | —  | —  |
| 1996–97    | Quinte Hawks                 | MetJHL     | 44  | 21 | 23 | 44  | 41  | —  | —  | —  | —  | —  |
| 1996–97    | Bramalea Blues               | OPJHL      | 8   | 0  | 3  | 3   | 4   | —  | —  | —  | —  | —  |
| 1997–98    | Caledon Canadians            | MetJHL     | 43  | 41 | 40 | 81  | 117 | 13 | 15 | 8  | 23 | —  |
| 1998–99    | Toronto St. Michael's Majors | OHL        | 38  | 37 | 37 | 74  | 80  | —  | —  | —  | —  | —  |
| 1998–99    | Barrie Colts                 | OHL        | 28  | 14 | 28 | 42  | 60  | 10 | 5  | 5  | 10 | 31 |
| 1999–2000  | Barrie Colts                 | OHL        | 66  | 48 | 73 | 121 | 95  | 25 | 10 | 13 | 23 | 41 |
| 2000–01    | Tampa Bay Lightning          | NHL        | 49  | 4  | 0  | 4   | 38  | —  | —  | —  | —  | —  |
| 2000–01    | Detroit Vipers               | IHL        | 13  | 7  | 5  | 12  | 23  | —  | —  | —  | —  | —  |
| 2001–02    | Tampa Bay Lightning          | NHL        | 39  | 6  | 7  | 13  | 16  | —  | —  | —  | —  | —  |
| 2001–02    | Springfield Falcons          | AHL        | 24  | 9  | 9  | 18  | 26  | —  | —  | —  | —  | —  |
| 2002–03    | Tampa Bay Lightning          | NHL        | 37  | 2  | 5  | 7   | 24  | —  | —  | —  | —  | —  |
| 2002–03    | Springfield Falcons          | AHL        | 33  | 16 | 15 | 31  | 28  | 6  | 0  | 0  | 0  | 4  |
| 2003–04    | Hershey Bears                | AHL        | 59  | 16 | 16 | 32  | 82  | —  | —  | —  | —  | —  |
| 2004–05    | Utah Grizzlies               | AHL        | 4   | 0  | 1  | 1   | 0   | —  | —  | —  | —  | —  |
| NHL totals | NHL totals                   | NHL totals | 125 | 12 | 12 | 24  | 78  | —  | —  | —  | —  | —  |

### Como treinador

#### NHL
| Time  | Ano      | Temporada regular | Temporada regular | Temporada regular | Temporada regular | Temporada regular | Temporada regular | Pós-Temporada | Pós-Temporada | Pós-Temporada | Pós-Temporada                    |
| Time  | Ano      | J                 | V                 | D                 | OTL               | Pts               | Classificação     | J             | V             | D             | Resultado final                  |
| ----- | -------- | ----------------- | ----------------- | ----------------- | ----------------- | ----------------- | ----------------- | ------------- | ------------- | ------------- | -------------------------------- |
| TOR   | 2019–20‡ | 47*               | 27                | 15                | 5                 | (59)              | 3º no Atlântico   | 5             | 2             | 3             | Perdeu no qualifying round (CBJ) |
| TOR   | 2020–21  | 56⌑               | 35                | 14                | 7                 | 77                | 1º no North       | 7             | 3             | 4             | Perdeu na Primeira Rodada (MTL)  |
| TOR   | 2021–22  | 82                | 54                | 21                | 7                 | 115               | 2º no Atlântico   | 7             | 3             | 4             | Perdeu na Primeira Rodada (TBL)  |
| TOR   | 2022–23  | 82                | 50                | 21                | 11                | 111               | 2º no Atlântico   | 11            | 5             | 6             | Perdeu na Segunda Rodada (FLA)   |
| TOR   | 2023–24  | 82                | 46                | 26                | 10                | 102               | 3º no Atlântico   | 7             | 3             | 4             | Perdeu na Primeira Rodada (BOS)  |
| Total | Total    | 349               | 212               | 97                | 40                |                   |                   | 37            | 16            | 21            | 5 aparições nos playoffs         |

#### AHL
| Time  | Ano     | Temporada regular | Temporada regular | Temporada regular | Temporada regular | Pós-Temporada | Pós-Temporada | Pós-Temporada | Pós-Temporada                     |
| Time  | Ano     | J                 | V                 | D                 | Pts               | J             | V             | D             | Resultado final                   |
| ----- | ------- | ----------------- | ----------------- | ----------------- | ----------------- | ------------- | ------------- | ------------- | --------------------------------- |
| TOR   | 2015–16 | 76                | 54                | 16                | 114               | 15            | 8             | 7             | Perdeu na Terceira Rodada         |
| TOR   | 2016–17 | 76                | 42                | 29                | 89                | 11            | 6             | 5             | Perdeu na Segunda Rodada          |
| TOR   | 2017–18 | 76                | 54                | 18                | 112               | 20            | 15            | 5             | Campeão da Calder Cup             |
| TOR   | 2018–19 | 76                | 39                | 24                | 91                | 13            | 9             | 4             | Perdeu na Terceira Rodada         |
| TOR   | 2019–20 | 16                | 11                | 2                 | 25                | —             | —             | —             | —                                 |
| Total | Total   | 320               | 200               | 89                | 431               | 59            | 38            | 21            | 1 título 4 aparições nos playoffs |